# FAdeA IA-100 Malvina
O FAdeA IA-100 "Malvina" é uma aeronave de treinamento argentina, desenvolvida pela Fábrica Argentina de Aviones, a partir de dezembro de 2014. O protótipo voou pela primeira vez em 2016, ano em que os trabalhos foram suspensos por falta de verbas.
Em setembro de 2020 foi anunciada a continuidade do projeto.

## Projeto e desenvolvimento
O IA-100 é um projeto que visa demonstrar as capacidades de desenvolvimento e produção da FAdeA, como base para uma futura aeronave de treinamento. O resultado é um demonstrador de tecnologia que incorporou processos e materiais comuns em muitas indústrias, mas ainda novos para a FAdeA, como compósitos. 
Em agosto de 2020, o Ministério da Defesa batizou a aeronave de "Malvina", em homenagem ao nome argentino das Ilhas Malvinas.

## Especificações

### Descrições gerais
- Tripulação: 2, lado a lado[4]
- Comprimento: 7.8 m (25 ft 7 in)
- Envergadura: 9.4 m (30 ft 10 in)
- Altura: 2.4 m (7 ft 10 in)
- Área de asas: 125 m2 (1,350 sq ft)
- Peso vazio: 637 kg (1,404 lb)
- Peso máximo de decolagem: 950 kg (2,094 lb)
- Motor: 1 × Lycoming AEIO-360 B1F , 130 kW (180 hp)

Performance
- Velocidade de cruzeiro: 250 km/h (160 mph, 135 kn) maximum
- Stall: 102 km/h (63 mph, 55 kn) with flaps up
- Alcance: 850 km (530 mi, 460 nmi)
- Teto: 5,486 m (18,000 ft)
- Razão de subida: 6.1 m/s (1,200 ft/min)